# S. Epatha Merkerson
Sharon Epatha Merkerson (Saginaw, 1952. november 28. –) Golden Globe- és Primetime Emmy-díjas amerikai színpadi és filmszínésznő.
Leginkább az Esküdt ellenségek cím bűnügyi drámasorozatból ismert, melyben 1993 és 2010 között Anita Van Buren hadnagyot alakította. 2015-től Sharon Goodwint játssza a Chicago Med című kórházsorozatban, valamint a kapcsolódó Lángoló Chicago és Bűnös Chicago műsorokban. A 2005-ös Lackawanna Blues című tévéfilmmel több rangos díjat megnyert.
A mozivásznon feltűnt a Csőre töltve (1990), a Jákob lajtorjája (1990) és a Terminátor 2. – Az ítélet napja (1991) című filmekben.

## Filmográfia

### Film
| Év   | Magyar cím                      | Eredeti cím                  | Szerep         | Magyar hang       |
| ---- | ------------------------------- | ---------------------------- | -------------- | ----------------- |
| 1986 | Nola Darling                    | She's Gotta Have It          | Dr. Jamison    |                   |
| 1990 | Csőre töltve                    | Loose Cannons                | Rachel rendőr  | Kiss Mari         |
| 1990 | Jákob lajtorjája                | Jacob's Ladder               | Elsa           | Kocsis Mariann    |
| 1990 | Elit kommandó                   | Navy SEALs                   | Jolena 'Jo'    | Molnár Zsuzsa     |
| 1991 | Terminátor 2. – Az ítélet napja | Terminator 2: Judgment Day   | Tarissa Dyson  | Spilák Klára      |
| 1999 | Zuhanás                         | Random Hearts                | Nea            |                   |
| 2001 | Asszonysorsok                   | The Rising Place             | Lessie Watson  |                   |
| 2003 | Rádió                           | Radio                        | Maggie         | Illyés Mari       |
| 2004 | Apja lánya                      | Jersey Girl                  | doktor         | Réti Szilvia      |
| 2006 | A lánc                          | Black Snake Moan             | Angela         | Illyés Mari       |
| 2007 | Tudathasadás                    | Slipstream                   | Bonnie         | Farkasinszky Edit |
| 2009 | Apám hat neje                   | The Six Wives of Henry Lefay | Effa           | Kocsis Mariann    |
| 2009 |                                 | Mother and Child             | Ada            |                   |
| 2012 |                                 | Find Our Missing             | önmaga         |                   |
| 2012 | Lincoln                         | Lincoln                      | Lydia Smith    |                   |
| 2013 | Mi, a népség                    | Tyler Perry Presents Peeples | Daphne Peeples | Kocsis Mariann    |
| 2015 |                                 | The Challenger               | Jada Miller    |                   |
| 2016 |                                 | Year by the Sea              | Liz            |                   |

### Televízió
| Év        | Magyar cím                                | Eredeti cím                  | Szerep                     | Megjegyzések                                |
| --------- | ----------------------------------------- | ---------------------------- | -------------------------- | ------------------------------------------- |
| 1986–1990 |                                           | Pee-wee's Playhouse          | Reba, postás               | 16 epizód                                   |
| 1988      |                                           | The Cosby Show               | könyvklub tagja            | 1 epizód                                    |
| 1989      |                                           | CBS Summer Playhouse         | Jimmie                     | 1 epizód                                    |
| 1990      |                                           | Equal Justice                | Mrs. Walters               | 1 epizód                                    |
| 1991–2010 | Esküdt ellenségek                         | Law & Order                  | Denise Winters             | 1 epizód (1991)                             |
| 1991–2010 | Esküdt ellenségek                         | Law & Order                  | Anita Van Buren hadnagy    | főszereplő                                  |
| 1992      |                                           | Mann & Machine               | Margaret Claghorn százados | 9 epizód                                    |
| 1992–1993 |                                           | Here and Now                 | Ms. St. Marth              | 12 epizód                                   |
| 1994      | Annie otthonra talál                      | A Place for Annie            | Alice                      | tévéfilm                                    |
| 1995      | Ártatlan áldozatok (Egy anya imája)       | A Mother's Prayer            | Ruby                       | tévéfilm                                    |
| 1998      |                                           | Exiled: A Law & Order Movie  | Anita Van Buren hadnagy    | tévéfilm                                    |
| 2000      | Frasier – A dumagép                       | Frasier                      | Dr. McCaskill              | 1 epizód                                    |
| 2001      |                                           | Art:21                       | önmaga                     | 1 epizód                                    |
| 2001      | Női titkok                                | A Girl Thing                 | Lani                       | - tévéfilm - magyar hangja: - Rátonyi Hajni |
| 2002      | Esküdt ellenségek: Bűnös szándék          | Law & Order: Criminal Intent | Anita Van Buren hadnagy    | 1 epizód                                    |
| 2005      | Esküdt ellenségek: Az utolsó szó jogán    | Law & Order: Trial by Jury   | Anita Van Buren hadnagy    | 1 epizód                                    |
| 2005      |                                           | Lackawanna Blues             | Rachel 'Nanny' Crosby      | tévéfilm                                    |
| 2007      | A főnök                                   | The Closer                   | Dr. Rebecca Dioli          | 3 epizód                                    |
| 2007      |                                           | Girl, Positive               | Ariel Winters              | tévéfilm                                    |
| 2012      | Haláli testcsere                          | Drop Dead Diva               | Hiller bíró                | 1 epizód                                    |
| 2013      | A férjem védelmében                       | The Good Wife                | Melanie Ellis bíró         | 1 epizód                                    |
| 2013      | Megtévesztés                              | Deception                    | Beverly                    | 3 epizód                                    |
| 2014      | Gabby Douglas – Egy tornászlány története | The Gabby Douglas Story      | Miss Caroline              | - tévéfilm - magyar hangja: - Bókai Mária   |
| 2015      |                                           | Being Mary Jane              | Mark anyja                 | 1 epizód                                    |
| 2015–2024 | Lángoló Chicago                           | Chicago Fire                 | Sharon Goodwin             | 8 epizód                                    |
| 2015–     | Chicago Med                               | Chicago Med                  | Sharon Goodwin             | főszereplő                                  |
| 2015–     | Bűnös Chicago                             | Chicago P.D.                 | Sharon Goodwin             | 8 epizód                                    |
| 2023      | Poker Face                                | Poker Face                   | Joyce Carter               | 1 epizód                                    |

## Fontosabb díjak és jelölések
| Év   | Díj                     | Kategória                                                         | Jelölt mű        | Eredmény | Ref.  |
| ---- | ----------------------- | ----------------------------------------------------------------- | ---------------- | -------- | ----- |
| 2005 | Primetime Emmy-díj      | - Legjobb női főszereplő - (televíziós minisorozat vagy tévéfilm) | Lackawanna Blues | Elnyerte | [ 4 ] |
| 2006 | Golden Globe-díj        | - Legjobb női főszereplő - (minisorozat vagy tévéfilm)            | Lackawanna Blues | Elnyerte | [ 5 ] |
| 2006 | Screen Actors Guild-díj | - Legjobb színésznő - (minisorozat vagy tévéfilm)                 | Lackawanna Blues | Elnyerte |       |

## Fordítás
- Ez a szócikk részben vagy egészben  a   S. Epatha Merkerson című angol Wikipédia-szócikk fordításán alapul.  Az eredeti cikk szerkesztőit annak laptörténete sorolja fel. Ez a jelzés csupán a megfogalmazás eredetét és a szerzői jogokat jelzi, nem szolgál a cikkben szereplő információk forrásmegjelöléseként.